# Дипангкорн Расмичоти
Принц Дипангкорн Расмичоти (тайск. ทีปังกรรัศมีโชติ; род. 29 апреля 2005) — член королевской семьи Таиланда и наследный принц королевства.

## Биография
Принц родился 29 апреля 2005 года в больнице Сирирадж в Бангкоке. Его отец Маха Вачиралонгкорн на тот момент был наследным принцем, а мать Срирасми Акхарапхонгприча — третья супруга его отца; его родители развелись в 2014 году. У него есть 4 единокровных старших брата и 2 единокровные старшие сестры, но только сёстры имеют титул принцесс, братья не имеют титул принцев, как эмигранты.
Он начал учиться в школе Читралада, а потом отправился в Баварскую международную школу.
13 октября 2016 года умер его дед, король Таиланда Рама IX, правивший королевством в течение 70 лет. Его отец взошёл на престол под именем Рамы X; он стал наследным принцем королевства.

## Объекты
В честь принца назван мост.